# إيسوغو-كو، يوكوهاما

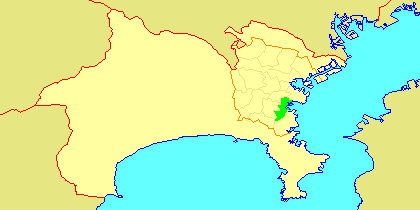
خريطة مدينة يوكوهاما، تظهر اللون الأخضر لحي إيسوغو-كو

إيسوغو-كو (باليابانية:磯子区) (بالإنجليزية:Isogo-ku)، هي حي ياباني تابع لمدينة يوكوهاما، عدد سكانها نحو 163,406 نسمة.

## موقع خارجي
- الموقع الرسمي باليابانية